# Macaduma picroptila
Macaduma picroptila là một loài bướm đêm thuộc phân họ Arctiinae, họ Erebidae.